# Andreas Köhn von Jaski
Andreas Ernst Köhn von Jaski (* 15. September 1768 in Klein Perlin bei Lauenburg in Pommern; † 17. März 1846 in Königsberg) war ein preußischer Generalleutnant sowie Gouverneur der Festung Königsberg.

## Leben

### Herkunft
Andreas war der Sohn von Franz Ernst Köhn von Jaski und dessen Ehefrau Eva Jakobine, geborene von Schlochow. Sein Vater war Grenzzollbeamter und Sekondeleutnant a. D., zuletzt im Infanterieregiment „von Itzenplitz“. Sein Bruder Karl Friedrich wurde ebenfalls preußischer Generalleutnant.

### Militärkarriere
Köhn wurde ab Mai 1777 zunächst in den Kadettenhäusern in Stolp und Berlin erzogen. Am 21. Mai 1787 wurde er als Sekondeleutnant dem Grenadierbataillon des Garnisonregiments „von Bose“ der Preußischen Armee überwiesen. Bereits wenige Tage später erfolgte am 1. Juni seine Versetzung zum Füsilierbataillon „von Thile“. Hier nutze er die Gelegenheit für vier Jahre die Ecole Militaire in Königsberg zu besuchen. 1794 war Köhn im Feldzug in Polen an den Gefechten von Zegrze sowie am Narew beteiligt und wurde während dieser Zeit für verschiedene Generalstabsdienste auf Korpsebene eingesetzt. Anschließend setzte man ihn in der militärischen Landesvermessung Neuostpreußens ein. Am 12. September 1797 wurde Köhn zum Premierleutnant im Füsilierbataillon „von Yorck“ befördert und war dann im Füsilierbataillon „von Schachtmeyer“  der 2. Ostpreußischen Füsilierbrigade tätig. Köhn stieg am 29. Dezember 1800 zum Stabskapitän im Füsilierbataillon „von Stutterheim“ auf. Auf Empfehlung seines Kommandeurs wurde er am 12. Oktober 1802 zum Inspektionsadjutant bei der Westpreußischen Inspektion von der Infanterie unter Generalmajor Wilhelm Christian von Larisch ernannt. In dieser Stellung folgte am 5. Januar 1805 seine Beförderung zum Kapitän. Unter Larisch kämpfte Köhn im Feldzug 1806 bei Halle (Saale) und Lübeck. Nach der Kapitulation von Ratekau befand sich Köhn in Kriegsgefangenschaft, wurde nach dem Frieden von Tilsit entlassen und ab 5. Februar 1808 auf halbes Gehalt gesetzt. Erst am 26. Dezember 1808 wurde er als Adjutant bei der Brigade des Generals Ludwig August von Stutterheim angestellt und dort im März 1809 zum Major befördert. Auf Empfehlung Scharnhorsts folgte am 12. Februar 1810 seine Versetzung zur Zweiten Abteilung des Allgemeinen Kriegsdepartements. Hier war Köhn mit der Bearbeitung von Infanterieangelegenheiten betraut.
Am 19. August 1811 wurde Köhn zum Zweiten Kommandant von Graudenz ernannt und unter Belassung in diesem Kommando am 10. Februar 1812 in Vertretung Kommandeur des 4. Ostpreußischen Infanterie-Regiments Nr. 5. 1813 kehrte er dann zur Adjutantur zurück und wurde am 11. April Erster Adjutant des Generalleutnants Eberhard Friedrich Fabian von Massenbach beim Militärkommando zwischen Memel und Weichsel. Nachdem Köhn am 7. Juni 1813 mit dem Orden der Heiligen Anna II. Klasse ausgezeichnet worden war, kam er am 22. Juli 1813 als Generalstabsoffizier zur 3. Brigade im III. Armee-Korps und wurde am 8. Dezember 1813 mit Patent vom 20. März 1813 zum Oberstleutnant befördert. Er nahm im selben Jahr während des Herbstfeldzuges an der Schlacht bei Dennewitz teil und erhielt dafür das Eiserne Kreuz II. Klasse. Für seine Leistungen während der Völkerschlacht bei Leipzig wurde Köhn mit dem Kreuz I. Klasse ausgezeichnet. Im anschließenden Winterfeldzug kam Köhn bei der Belagerung von Soissons und der Schlacht bei Laon, wofür der den Orden des Heiligen Wladimir III. Klasse erhielt, zum Einsatz. Der preußische König Friedrich Wilhelm III. beförderte ihn am 30. Mai 1814 zum Oberst und verlieh ihm am Tag darauf in Anerkennung seiner Dienste den Orden Pour le Mérite mit Eichenlaub.
Nach dem Ersten Pariser Frieden wurde Köhn durch den Kriegsminister Hermann von Boyen zum Direktor des 4. Departements im Kriegsministerium berufen. Dort erfolgte am 30. März 1818 mit Patent vom 8. April 1818 seine Beförderung zum Generalmajor. Als solcher wurde er im Februar 1825 bei der Neuorganisation des Kriegsministeriums zum Direktor des Militärökonomiedepartements ernannt.  Ende März 1831 wurde er zum Generalleutnant befördert und in Würdigung seiner langjährigen Verdienste am 18. Januar 1834 mit dem Roten Adlerorden I. Klasse mit Eichenlaub beliehen. Seine letzte Dienststellung war seit 30. März 1835 bis zu seinem Tod die des Gouverneurs von Königsberg. Im September 1840 empfing er Friedrich Wilhelm IV. und Elisabeth Ludovika von Bayern, die zur Huldigung der Stände im Großherzogtum Posen nach Königsberg kamen.
Die Philosophische Fakultät der Albertus-Universität verlieh Köhn am 30. August 1844 die Ehrendoktorwürde.

### Familie
Köhn hatte sich am 12. Juli 1805 in Klein Tauersee mit Sophie Amalie von Zimietzky († 2. Dezember 1854 in Berlin) verheiratet. Aus der Ehe gingen folgende Kinder hervor:
- Andreas Wilhelm Robert (1812–1886), preußischer Oberst a. D.
- Ernst Johann Hermann (* 1815), preußischer Rittmeister a. D.
- Malwine Marie Therese (* 1817)
- Franz (1820–1890), preußischer Premierleutnant a. D., Landrat des Kreises Angerburg ⚭ Emilie Caroline Ancker (1825–1903)
- Sophie Charlotte Florentine (* 1823)